# Pacoima (Los Ángeles)
Pacoima es un barrio de la ciudad de Los Ángeles, ubicado al norte del valle de San Fernando.
Es conocido lugar de nacimiento del pionero del rock and roll Ritchie Valens y los muralistas Judy Baca (creadora del Great Wall of Los Angeles) y Levi Ponce (creador de "The Day The Music Died", un tributo a Ritchie Valens).

## Geografía
Pacoima limita con los distritos de Mission Hills en el oeste, Arleta en el sur, Sun Valley en el sureste, Lake View Terrace en el noreste y por la ciudad de San Fernando en el norte.